# USS Atlanta (CL-51)
La USS Atlanta (Pennant number CL-51) fu un incrociatore leggero della United States Navy, prima unità dell'omonima classe di incrociatori. Entrata in servizio nel dicembre del 1941 ed attiva durante la seconda guerra mondiale, la nave venne affondata il 13 novembre 1942 al termine della battaglia navale di Guadalcanal, dopo essere stata centrata da colpi di cannone e siluri sparati da unità navali giapponesi.

## Storia
Impostata nei cantieri navali Federal Shipbuilding & Drydock Co. di Kearny il 22 aprile 1940, la nave venne varata il 6 settembre 1941 con il nome di Atlanta, in onore dell'omonima città capitale della Georgia; fu la terza unità navale della US Navy a portare questo nome. La nave entrò in servizio il 24 dicembre 1941 sotto il comando del capitano Samuel Power Jenkins, al termine di un intenso programma di prove in mare nella baia di Chesapeake ed al largo di Casco Bay; dopo essere rientrata a New York per gli ultimi allestimenti, la nave fu inviata a Pearl Harbor il 24 aprile 1942.
Dopo una lunga serie di esercitazioni al tiro antiaereo al largo di Oahu, il 10 maggio la Atlanta salpò alla volta di Nouméa, nella Nuova Caledonia, insieme ad altre unità americane; il 16 maggio l'unità venne inserita nella Task Force 16 (TF 16) del viceammiraglio William Halsey, come scorta antiaerea per le portaerei USS Enterprise e USS Hornet. Dopo essere rientrata a Pearl Harbor, tra il 4 ed il 6 giugno venne coinvolta negli eventi della battaglia delle Midway, senza riportare danni; il 13 giugno rientrò a Pearl Harbor per lavori di manutenzione ed addestramento, ritornando completamente operativa alla metà di luglio, quando venne inviata nel Pacifico meridionale per prendere parte alla campagna di Guadalcanal. Assegnata alla TF 61, tra il 23 ed il 24 agosto prese parte alla battaglia delle Salomone Orientali facendo da scorta antiaerea alla portaerei Enterprise; il 26 ottobre seguente partecipò anche alla battaglia delle isole Santa Cruz, ancora una volta senza riportare danni.
Il 28 ottobre la Atlanta venne designata come nave ammiraglia della TF 64.2, e il contrammiraglio Norman Scott trasferì la sua insegna sull'unità; l'incrociatore prese parte a diverse missioni di scorta ai convogli Alleati diretti a Guadalcanal, come pure a missioni di bombardamento delle posizioni giapponesi sull'isola. Il 12 novembre, mentre stava scortando un grosso convoglio americano da Nouméa a Guadalcanal, la nave contribuì a respingere un massiccio attacco aereo giapponese, rivendicando l'abbattimento di due apparecchi nemici.
Nella notte tra il 12 ed il 13 novembre, invece, la Atlanta venne coinvolta negli eventi della battaglia navale di Guadalcanal: l'unità venne aggregata ad una formazione navale americana incaricata di contrastare l'incursione di una squadra di navi giapponesi, dirette a bombardare l'aeroporto di Henderson Field a Guadalcanal. Le due formazioni si scontrarono a partire dalle 1:48 di quel 13 novembre, affrontandosi in un confuso scontro nell'oscurità; la Atlanta, posta in avanguardia alla formazione di incrociatori americani, attirò su di sé il fuoco di diverse unità giapponesi, tra cui l'incrociatore leggero Nagara e i cacciatorpediniere Inazuma, Ikazuchi e Akatsuki: l'unità venne centrata da diversi colpi di cannone, che uccisero l'ammiraglio Scott e diversi dei suoi ufficiali, oltre ad essere raggiunta da uno o due siluri. Senza più propulsione ed incapace di aprire il fuoco, la nave andò alla deriva allontanadosi dalla zona dello scontro; all'alba la nave era ancora a galla, ma aveva subito gravissimi danni: l'incrociatore venne preso a rimorchio dal dragamine USS Bobolink, ma gli sforzi dell'equipaggio per salvare la nave si rivelarono vani.
Alle 14:00 il capitano Jenkins, ferito nel precedente scontro, diede l'ordine di abbandonare la nave; il relitto della Atlanta venne poi fatto saltare in aria da cariche di demolizione innescate dall'equipaggio intorno alle 20:15, affondando tre miglia ad ovest di Lunga Point, nel nord di Guadalcanal.